# Unternehmens-Identifikationsnummer
Die Unternehmens-Identifikationsnummer (Unternehmensidentifikationsnummer, UID, französisch Numéro d’identification des entreprises, italienisch Numero d’identificazione delle imprese) wurde im Januar 2011 durch das Bundesamt für Statistik (BFS) für jedes in der Schweiz wirtschaftlich aktive Unternehmen als eindeutige Identifikation für alle Behördenkontakte eingeführt. Grundlage der UID ist das Bundesgesetz über die Unternehmens-Identifikationsnummer. Die UID ersetzt alle in der öffentlichen Verwaltung existierenden Identifikationsnummern, beispielsweise Mehrwertsteuernummer oder die Handelsregisternummer. Für öffentliche Abfragen wird das UID-Register bereitgestellt.
Im ersten Schritt wurden sämtliche im Handelsregister der Schweiz eingetragenen Unternehmen in das Register übernommen. Seit März 2011 sind auch die mehrwertsteuerpflichtigen Unternehmen im UID-Register veröffentlicht. Die UID kann bereits als Mehrwertsteuer-Nummer verwendet werden, die frühere sechsstellige Nummer konnte noch bis Ende 2013 verwendet werden. Analog werden weitere Identifikatoren für Unternehmen durch die UID abgelöst. Bis Ende 2015 mussten sämtliche Bundesbehörden sowie kantonale und kommunale Behörden die UID als eindeutigen und einheitlichen Unternehmensidentifikator anerkennen und verwenden. Auch selbständig Erwerbende erhalten für ihr Unternehmen vom BFS eine UID und können dieses Unternehmen im UID-Register veröffentlichen lassen.

## Aufbau der UID
Die UID besteht aus drei Teilen:
- Dem ISO-Alpha-3 Code (ISO 3166-1) der Schweiz (CHE)
- einer achtstelligen zufällig zugeteilten, nichtsprechenden Nummer
- einer Prüfziffer nach dem Modulo 11-Verfahren

Zur besseren Lesbarkeit werden die Ziffern durch Bindestrich vom Ländercode und durch zwei Punkte getrennt: CHE-123.456.789 (nichtgültiges Beispiel). Auf Briefbögen kann ein Unternehmen durch einen Zusatz anzeigen, ob es im Handelsregister (HR) eingetragen ist oder ob es vorsteuerabzugsberechtigt ist (MWST). Dieser UID-Zusatz wird in dieser Reihenfolge hinter die Nummer geschrieben, wobei der Handelsregistereintrag immer als erstes, die Vorsteuerabzugsberechtigung als zweites angezeigt wird.

## Änderung anderer Gesetze
Durch die Einführung der UID ändern sich weitere Gesetze, namentlich
- das Obligationenrecht (Art. 936a)
- das Mehrwertsteuergesetz vom 12. Juni 2009 (Art. 26 Abs. 2 Bst. a; Art. 66 Abs. 1 zweiter Satz; Art. 74 Abs. 2 Bst. d)
- das Anwaltsgesetz vom 23. Juni 2000 (Art. 10a)